# Andrzej Stefanek
Andrzej Stefanek (Zielona Góra, 16 giugno 1972) è un ex pentatleta polacco.

## Palmarès
In carriera ha conseguito i seguenti risultati:
- Mondiali:

Sheffield 1994: argento nel pentathlon moderno staffetta a squadre.
Sofia 1997: bronzo nel pentathlon moderno staffetta a squadre.
Pesaro 2000: argento nel pentathlon moderno a squadre.
Millfield 2001: bronzo nel pentathlon moderno staffetta a squadre.
San Francisco 2002: bronzo nel pentathlon moderno staffetta a squadre.
- Europei

Székesfehérvár 1997: bronzo nel pentathlon moderno a squadre.
Sofia 2001: bronzo nel pentathlon moderno staffetta a squadre.
Albena 2004: bronzo nel pentathlon moderno staffetta a squadre.
Montepulciano 2005: bronzo nel pentathlon moderno staffetta a squadre.